# Фонд социального предпринимательства Шваба
Фонд социа́льного предпринима́тельства Шва́ба (англ. Schwab Foundation for Social Entrepreneurship) — швейцарский международный некоммерческий фонд, созданный для поддержки и финансирования лиц и организаций, действующих в сфере социального предпринимательства.
«Фонд социального предпринимательства Шваба» учреждён в 1998 году швейцарским экономистом, основателем и бессменным президентом Всемирного экономического форума в Давосе Клаусом Швабом и его женой Хильдой Шваб для поддержки «мирового сообщества выдающихся социальных предпринимателей».
Целью его деятельности является «развитие социального предпринимательства и содействия социальных предпринимателей в качестве важного катализатора для социального инноваций и прогресса».
Штаб-квартира «Фонд социального предпринимательства Шваба» находится в Женеве (Швейцария).
На апрель 2015 года в правление Фонда входят: Хильда Шваб, Клаус Шваб, Рик Аубри (англ. Rick Aubry), Пауло Коэльо, Дэвид Герген (англ. David Gergen; советник президентов США), Королева Бельгии Матильда, Зенель Мбеки (англ. Zanele Mbeki; бывшая первая леди ЮАР), Мухаммад Юнус.
Возглавляет «Фонд Шваба» бывший высокопоставленный чиновник ВОЗ Памела Хартиган.
На 2000—2010 годы «Фонд Шваба» является одной из крупнейших организаций, оказывающая поддержку социальному предпринимательству.
К 2007 году «Фонд Шваба» обеспечил доступ к финансовым и другим ресурсам, а также обеспечил популяризацию идей 72 социальным предпринимателям со всего мира.
Ежегодно Фонд выбирает 20-25 социальных предпринимателей в рамках глобального конкурса «Социальный предприниматель года».
«Фонд Шваба» проводит ежегодные встречи социальных предпринимателей в Женеве, региональные экономические конференции, а также спонсирует участие своих членов в Международном экономическом форуме в Давосе.
Организуемые «Фондом Шваба» встречи социальных предпринимателей с владельцами и руководителями крупнейших международных корпораций, а также высокопоставленными чиновниками ведут к созданию совместных проектов.
Например, в ходе Всемирного экономического форума 2003 года Джеру Биллимория познакомилась с заместителем генерального секретаря Международного союза электросвязи Роберто Блуая.
Эта встреча стала ключевой для решения создать Международной ассоциации детских телефонов доверия.
Признание «Фонда Шваба» получили также следующие организации: «Секем» (Ибрагим Абулиш).